# Malcolm Schofield
Malcolm Schofield (* 19. April 1942) ist ein britischer Altphilologe und Philosophiehistoriker mit dem Schwerpunkt Philosophie der Antike.
Nach Anstellungen an der Cornell University (als Assistant Professor of the Classics, 1967–1969) und der University of Oxford (als Dyson Research Fellow in Greek Culture am Balliol College, 1970–1972) kam er 1972 als Lecturer in Classics und als Fellow des St John’s College an die University of Cambridge. 1989 wurde er zum Reader in Ancient Philosophy ernannt, 1998 zum Professor of Ancient Philosophy.  Seit 2009 ist er Emeritus Professor in Cambridge.
1997 wurde er in die British Academy (FBA) aufgenommen. 2018 wurde Schofield in die American Academy of Arts and Sciences gewählt.
Forschungsschwerpunkte sind das politische Denken der Antike und die Philosophie Ciceros.

## Schriften (Auswahl)
- How Plato writes. Perspectives and Problems. Cambridge University Press, Cambridge 2023, ISBN 978-1-108-48308-7. – Rezension von Abida Malik, sehepunkte 24 (2024), Nr. 6 (15.06.2024)
- Cicero: Political Philosophy. Oxford University Press, Oxford 2021, ISBN 9780199684922.
- Aristotle, Plato and Pythagoreanism in the first century BC. New directions for philosophy. Cambridge 2013.
- Plato: Political philosophy. Oxford University Press, Oxford 2006.
- (Hrsg., mit Christopher J. Rowe): The Cambridge History of Greek and Roman Political Thought. Cambridge 2000.
- Saving the City. Routledge 1999.
- (Hrsg., mit Keimpe Algra, Jonathan Barnes, Jaap Mansfeld): The Cambridge History of Hellenistic Philosophy. Cambridge 1999.
- The Stoic Idea of the City. Cambridge 1991; erweiterte Auflage Chicago 1999.
- (Hrsg., mit Geoffrey S. Kirk und John Earle Raven): The Presocratic Philosophers. 2. Auflage, Cambridge 1983.
  - Deutsche Übersetzung von Karlheinz Hülser: Die vorsokratischen Philosophen. Einführung, Texte und Kommentare. Metzler, Stuttgart 2001, ISBN 3-476-01834-2,
- (Hrsg., mit Myles Frederic Burnyeat und Jonathan Barnes): Doubt and Dogmatism. Oxford 1980.
- An Essay on Anaxagoras. Cambridge 1980.